# Dona Eusébia
Dona Euzébia is een gemeente in de Braziliaanse deelstaat Minas Gerais. De gemeente telt 6.066 inwoners (schatting 2009).

## Aangrenzende gemeenten
De gemeente grenst aan Astolfo Dutra, Cataguases, Guidoval, Itamarati de Minas en Rodeiro.